# سوق الجمعة (اغوازي)
سوق الجمعة هي إحدى مشيخات المملكة المغربية، تتبع جغرافيا لإقليم تاونات وإداريًا لاغوازي. يقدر عدد سكانها بـ 7392 نسمة حسب الإحصاء الرسمي للسكان والسكنى لسنة 2004.